# لوچیانو گوکس
لوچیانو گوکس (انگلیسی: Luciano Goux؛ زادهٔ ۲۷ ژانویهٔ ۱۹۸۰) بازیکن فوتبال اهل آرژانتین است.
از باشگاه‌هایی که در آن بازی کرده‌است می‌توان به باشگاه فوتبال پراک اشاره کرد.